# Roman Bednář
Roman Bednář (* 26. März 1983 in Prag) ist ein ehemaliger tschechischer Fußballspieler und heutiger -trainer.

## Spielerkarriere

### Vereinskarriere
Roman Bednář spielte in seiner Jugend für ČAFC Praha und Bohemians Prag. Seinen ersten Profivertrag bekam er 2002 bei FK Mladá Boleslav. In seiner ersten Saison schoss der junge Stürmer sieben Tore in 23 Spielen, im Jahr darauf erzielte er zehn Treffer in 22 Partien und konnte mit seiner Mannschaft den Aufstieg in die Gambrinus Liga feiern. Auch in der ersten Liga gehörte Bednář zu den besten Stürmern seines Vereins, in 25 Spielen traf er sechs Mal.
Im Sommer 2005 wurde er für etwa eine Million Euro an den litauischen Verein FBK Kaunas verkauft, für den er allerdings kein einziges Spiel absolvierte, weil ihn der Besitzer Wladimir Romanow an einen seiner weiteren Klubs, Heart of Midlothian, transferierte. In seiner Debütsaison für die Hearts schoss Bednář sieben Tore in 19 Ligaspielen. 2006 gewann er zudem mit der Mannschaft den schottischen Pokal.
Im Sommer 2007 wechselte der Offensivspieler zunächst auf Leihbasis zum englischen Zweitligisten West Bromwich Albion. Zunächst saß er nur auf der Bank, erst als sich Kevin Phillips verletzte bekam Bednář seine Chance und trug mit 13 Toren zum Aufstieg der Mannschaft in die Premier League bei. Nach der erfolgreichen Saison 2007/08 wechselte er 2008 für 2,3 Mio. Pfund auf fester Vertragsbasis zu West Brom. 2009 wurde er von der FA wegen Verstoßes gegen die Dopingbestimmungen für drei Monate gesperrt.
Seit dem 28. Januar 2012 stand er beim FC Blackpool unter Vertrag.
Zur Saison 2012/13 wechselte er wieder in die türkische Süper Lig zu Sivasspor. Bereits nach zwei Monaten und ohne Spieleinsatz löste Bednář seinen Vertrag mit Sivasspor auf und verließ den Verein. Er kehrte zurück in seine tschechische Heimat und schloss sich im Januar 2013 Sparta Prag an. Mit der Mannschaft konnte er 2014 sowohl die tschechische Meisterschaft als auch den nationalen Pokal gewinnen. Anfang 2015 wechselte er zunächst auf Leihbasis zum Ligakonkurrenten 1. FK Příbram, der ihn anschließend im Sommer 2015 fest verpflichtete. Dort beendete er 2016 seine Spielerkarriere.

### Nationalmannschaft
Mit der tschechischen U20-Auswahl nahm er 2003 an der U20-Weltmeisterschaft in den Vereinigten Arabischen Emiraten teil und kam dort bis zum Vorrundenaus der Mannschaft in zwei der drei Gruppenspiele zum Einsatz.
Am 16. August 2006 debütierte Bednář in der tschechischen A-Nationalmannschaft bei einem Freundschaftsspiel gegen Serbien. Bis Oktober 2010 bestritt er insgesamt acht Länderspiele.

### Erfolge
- Tschechischer Meister: 2014
- Schottischer Pokalsieger: 2006
- Tschechischer Pokalsieger: 2014

## Trainerkarriere
Seit Anfang 2023 fungiert er bei seinem ehemaligen Verein 1. FK Příbram in der zweiten tschechischen Liga als Co-Trainer von Dušan Uhrin sowie später auch dessen Nachfolger Karel Krejčí.